# Bandad brandsvampbagge
Bandad brandsvampbagge (Biphyllus lunatus) är en skalbaggsart som först beskrevs av Johann Christian Fabricius 1792.  Bandad brandsvampbagge ingår i släktet Biphyllus, och familjen dynsvampbaggar. Enligt den finländska rödlistan är arten nationellt utdöd i Finland. Enligt den svenska rödlistan är arten starkt hotad i Sverige. Arten förekommer på Gotland. Arten har tidigare förekommit i Götaland och Svealand men är numera lokalt utdöd. Artens livsmiljö är hagmarker och lövängar.